# Extrawurst

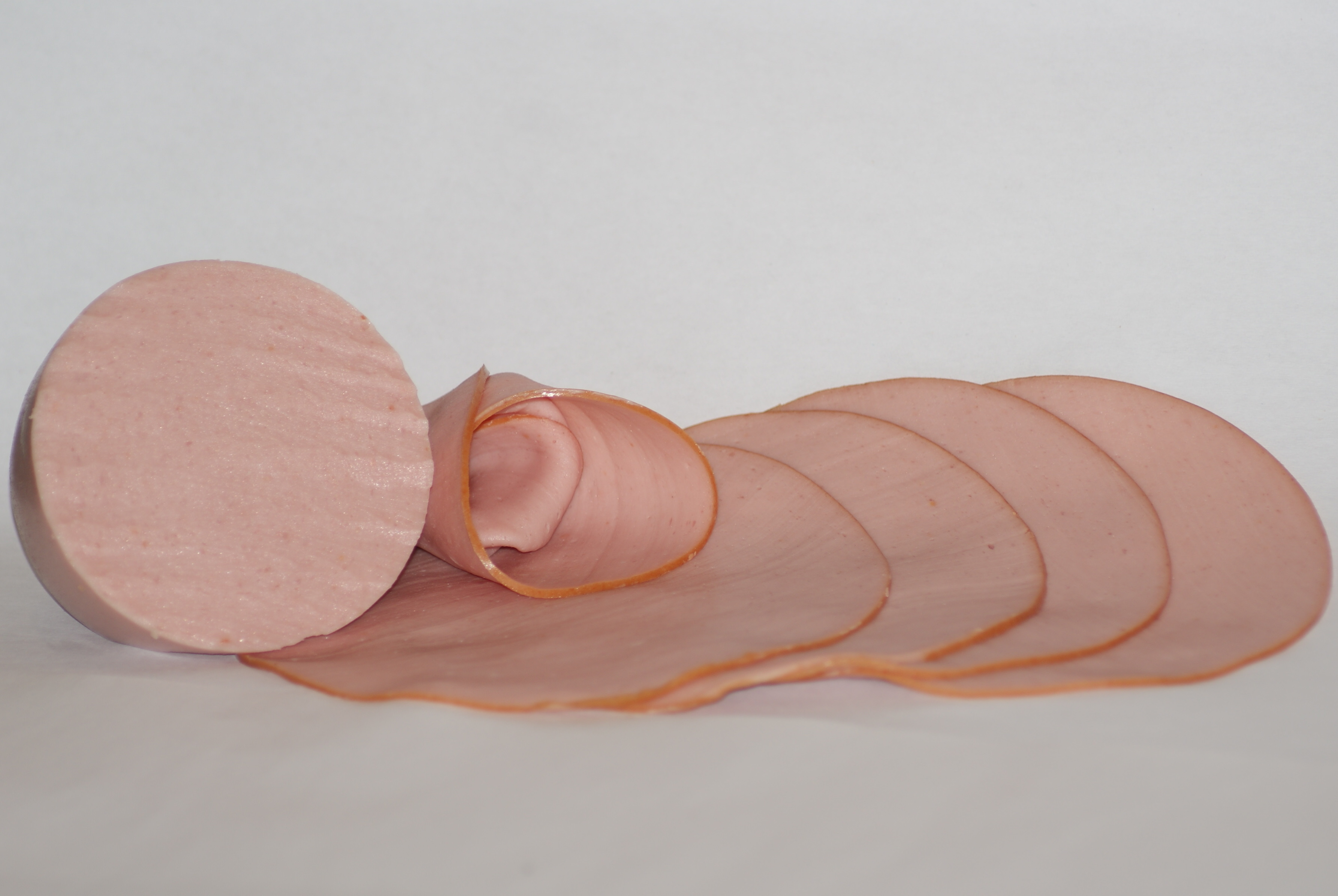
Extrawurst fumé.

L'Extrawurst est un type de charcuterie autrichienne à la chair très fine, de couleur rose clair. Elle est fabriquée à partir d'un mélange de bœuf, de porc et de ventrèche. Elle est très populaire en Autriche.
L'Extrawurst est semblable à la saucisse de Bologne américaine, au boterhamworst hollandais, aux Lyoner ou Fleischwurst allemands et au falukorv suédois.
Il est cuit ou servi froid, souvent dans une Wurstsalat ou comme élément d'une assiette de charcuterie.
Le Pikantwurst en est une variante dans laquelle des poivrons rouges ou verts finement hachés sont ajoutés dans la mixture.

## Expression idiomatique
Une expression idiomatique allemande usuelle, décrivant quelqu'un qui attend toujours un traitement de faveur, contient le terme Extrawurst : « Er will immer eine Extrawurst gebraten haben » ou « Er bekommt eine Extrawurst gebraten » (« Il demande toujours qu'on lui grille une saucisse de plus »).